# Winx na koncercie
Winx na koncercie to drugi studyjny album nagrany na potrzeby włoskiego filmu animowanego o czarodziejkach Winx Club. Został wydany na płycie DVD dnia 2 stycznia 2009 we Włoszech przez wytwórnię Sony BMG Music Entertainment. Jego polska premiera to 16 maja 2011 roku. Utwory i teledyski miały już swoją premierę na telewizyjnym kanale dla dzieci „Zig Zap”. Wszystkie piosenki w wersji polskiej zaśpiewała Aleksandra Szwed.

## Spis utworów
- 1. Jesteś Naj
- 2. Leć
- 3. Marzyć w drodze
- 4. Raj jest uśmiechem
- 5. Na wieki
- 6. Uwierz
- 7. Szaleje z miłości do ciebie
- 8. Chcę swoim życiem żyć
- 9. Reakcja Łańcuchowa
- 10. Serce z kamienia
- 11. Królestwo dziecka
- 12. Spróbujcie nas złapać
- 13. Zbudź się
- 14. Wielki Świat
- 15. Mam w dłoniach cały świat